# Bahnstrecke Chotětov–Dolní Cetno
| Kursbuchstrecke: | 7h (1970)            |                                           |                                           |
| Streckenlänge: | 8,534 km             |                                           |                                           |
| Spurweite: | 1435 mm (Normalspur) |                                           |                                           |
| |                      |                                           |                                           |
| \| \| \| von Praha hl. n. (vorm. BNB) \| \| \| \| 0,00 \| Chotětov \| Chotětov \| \| \| \| nach Turnov (vorm. BNB) \| \| \| \| 3,21 \| Bezno \| Bezno \| \| \| 5,92 \| Strenice \| Strenice \| \| \| 8,53 \| Dolní Cetno \| Dolní Cetno \| \| \| \| nach Mšeno (vorm. LB Mscheno–Unter Cetno) \| \| |                      |                                           |                                           |
| Strecke |                      | von Praha hl. n. (vorm. BNB)              | von Praha hl. n. (vorm. BNB)              |
| Bahnhof | 0,00                 | Chotětov                                  | Chotětov                                  |
| Abzweig ehemals geradeaus und nach rechts |                      | nach Turnov (vorm. BNB)                   | nach Turnov (vorm. BNB)                   |
| Haltepunkt / Haltestelle (Strecke außer Betrieb) | 3,21                 | Bezno                                     | Bezno                                     |
| Haltepunkt / Haltestelle (Strecke außer Betrieb) | 5,92                 | Strenice                                  | Strenice                                  |
| Bahnhof (Strecke außer Betrieb) | 8,53                 | Dolní Cetno                               | Dolní Cetno                               |
| Strecke (außer Betrieb) |                      | nach Mšeno (vorm. LB Mscheno–Unter Cetno) | nach Mšeno (vorm. LB Mscheno–Unter Cetno) |

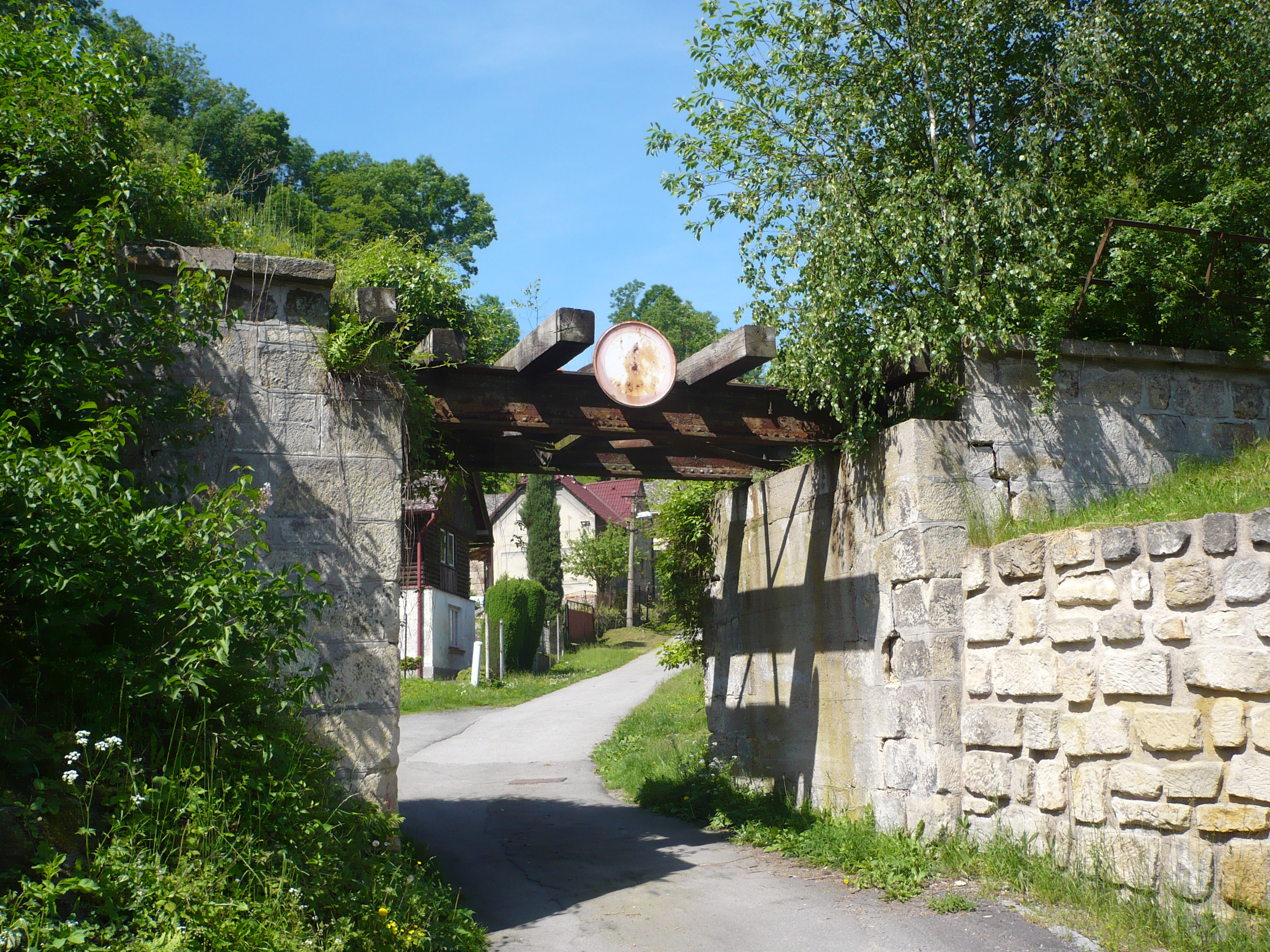
Verlassene Brücke in Dolní Cetno

Die Bahnstrecke Chotětov–Dolní Cetno war eine regionale Eisenbahnverbindung in Tschechien, die ursprünglich als Anschlussbahn für eine Zuckerfabrik in Dolní Cetno erbaut wurde. Sie verlief von Chotětov nach Dolní Cetno in Mittelböhmen.

## Geschichte
Ihren Ursprung hat die Strecke in einer schon 1869 errichteten Anschlussbahn („Schleppbahn“) der Zuckerfabrik in Dolní Cetno.
Am 18. Juni 1897 erhielt die Böhmische Nordbahn (BNB) die Genehmigung, „zum Baue und Betriebe einer durch Umgestaltung der bestehenden Schleppbahn Kuttenthal-Unter Cetno als normalspurige Localbahn auszuführende Locomotiveisenbahn von der gesellschaftlichen Station Kuttenthal nach Unter Cetno zum Anschlusse an die Lokalbahn Mšeno–Unter Cetno.“
In den Fahrplänen war die Verbindung als durchgehende Strecke Chotětov–Skalsko enthalten, da auch die anschließende Lokalbahn Mscheno–Unter Cetno im Betrieb der Böhmischen Nordbahn stand.
Nach der Verstaatlichung der Böhmischen Nordbahn ging die Strecke 1907 an die k.k. Staatsbahnen (kkStB) über. Nach dem Ersten Weltkrieg kam die Strecke zu den neu gegründeten Tschechoslowakischen Staatsbahnen ČSD.
Im Herbst 1958 wurde die Strecke letztmals während einer Rübenkampagne für den Transport der Zuckerrüben zur Zuckerfabrik Dolní Cetno genutzt. Durch die Schließung der Zuckerfabrik verlor die Strecke in den Folgejahren ihre Bedeutung.
Am 31. Mai 1970 wurde der Reisezugverkehr eingestellt, am 1. Februar 1974 wurde die Strecke stillgelegt und später abgebrochen.